# Fun Factory
Fun Factory est un groupe de dance allemand créé en 1992 par le producteur, rappeur et compositeur Toni Cottura.

## Biographie
La première formation se compose des rappeurs Smooth T (Toni Cottura), Rod D (Rodney Hardison) et Steve (Stefan Browarezyk) ainsi que des chanteuses Balja (Balca Tözün) et Marie-Anett Mey (la seconde, bien que créditée en tant qu'interprète féminine officielle du groupe, n'a en réalité fait que du play-back sur la voix de la première qui, à l'exception de la vidéo Groove me, n'apparaît pas dans les clips, concerts et photos commerciales). Ils se font remarquer par des titres tels que Close to you et Groove me qui atteignent de bonnes places dans les charts européen. Peu après sortent l'album Nonstop! et de nouveaux tubes comme Pain et Take your Chance.
Le groupe livre un deuxième opus en 1995 avec Fun-tastic, qui contient les hits Celebration, I Wanna B With U, Doh Wah Diddy et Don't go away. Après la sortie d'un best-of et les départs successifs de Toni Cottura et Rodney Hardison, le groupe « première génération » met rapidement un terme à sa carrière. 
En 1998 a lieu une nouvelle formation de Fun Factory, constituée des membres Al (Alfonso Walser), T-Roc (Tiger One) et Annett Möller. Tandis que le style musical de leurs prédécesseurs était clairement orienté vers l'eurodance alors dans l'air du temps (avec néanmoins quelques nettes influences reggae et rap), ces nouveaux venus, tendance oblige, imposent un univers plus pop, avec des teintes hip-hop et reggae occasionnelles. Leur premier album, intitulé Next Generation, remporte un succès considérable (plus particulièrement en Asie) qu'attestent des chansons telles que Sha-la-la-la-la, Party with Fun Factory ou encore Fun Factory's Millennium Theme. 
L'échec commercial d'ABC of Music, second disque de la « nouvelle génération » paru en 2002, entraîne la séparation du groupe. 
En 2008, après plusieurs rumeurs affirmant qu'une nouvelle formation de Fun Factory devrait avoir lieu, celle-ci se produit bel et bien. Les membres sont: Smooth T., Balca, Steve et Ski. Un single intitulé Be Good To Me apparaît la même année, tandis qu'un album, Storm In My Brain, devrait suivre en 2009. 2014 single B' Bang Bang.
Aujourd'hui, Fun Factory est avant tout réputé pour avoir fait partie des grands noms de l'époque eurodance des années 1990.

## Discographie

### Albums
- Nonstop! (1994)
- Fun-tastic (1995)
- All their Best (1996)
- Next Generation (1999)
- ABC of Music (2002)
- Storm In My Brain (2008)
- Back to the factory (2016)

### Singles
- Fun Factory's Theme (1992)
- Groove me (1993)
- Love of my life (1994)
- Pain (1994)
- Take your Chance (1994)
- Celebration (1995)
- Close to you (1995)
- Doh Wah Diddy (1995)
- I Wanna B With U (1995)
- Don't go away (1996)
- I love you (1996)
- Oh Yeah Yeah (1997)
- Party with Fun Factory (1998)
- Sha-la-la-la-la (1999)
- Be Good To Me (2008)
- Fun Factory Is Back (2009)
- Shut Up (2009)
- Turn it up (2016)
- Let's get crunk (2016)
- Summerday (2016)
- Memories (2021)
- Balkan power (2024)
- Come on Eileen (2024)